# 郭亮 (足球运动员)
郭亮（1985年3月20日—），中国足球运动员，司职边后卫或边前卫，现效力于中超球队青岛中能。

## 俱乐部生涯
2002年，郭亮进入大连实德一线队。他在队中主要担任阿迪尔森的替补，并未得到太多的出场机会。2006年，他受戚务生的邀请，租借到中甲球队广州医药，但未能占据球队主力位置，8月底，他在广州医药客场挑战江苏舜天比赛因没有进入18人名单而拒绝离开酒店房间，最后被俱乐部处以停训、停赛、停薪的处罚。2006年12月，他转会加盟另一支中甲球队哈尔滨毅腾，但在赛季中因“达不到训练要求”而和其他内援一起被勒令离队。
2008年1月，郭亮在试训成功后加盟中超球队青岛中能。